# Sergej Lopatin
Sergej Evgen'evič Lopatin (in russo: Сергей Евгеньевич Лопатин; Saratov, 19 marzo 1939 – Mosca, 17 gennaio 2004) è stato un sollevatore sovietico che ha gareggiato nelle categorie dei pesi leggeri (fino a 67,5 kg.) e dei pesi medi (fino a 75 kg.).

## Biografia
Figlio di Evgenij Lopatin, vice campione olimpico di sollevamento pesi a Helsinki 1952 nei pesi leggeri nonché suo allenatore, cominciò a sollevare pesi a 15 anni sotto la guida di suo padre.
Nel 1961 Sergej Evgen'evič diventò campione nazionale sovietico dei pesi leggeri e fu convocato ai Campionati mondiali ed europei di Vienna dello stesso anno, dove conquistò la medaglia d'argento con 400 kg. nel totale di tre prove, dietro al polacco Waldemar Baszanowski (402,5 kg.).
Nel 1965 vinse un altro titolo nazionale e due anni dopo si ritirò dall'attività agonistica, nel corso della quale realizzò ben 11 record mondiali, di cui 10 nella categoria dei pesi leggeri (5 nella prova di distensione lenta, 3 nella prova di strappo e 2 nel totale di tre prove) ed uno nella prova di distensione lenta della categoria dei pesi medi.
Fu il primo sollevatore della storia ad infrangere la barriera dei 400 kg. nel totale di tre prove nella categoria dei pesi leggeri.
Nel 1971 si laureò in Cultura fisica all'Università militare e successivamente fu impegnato come allenatore presso le Forze Armate sovietiche.
Morì a Mosca il 17 gennaio 2004 e fu sepolto nel cimitero di Nikolo-Archangel'skoje nel Distretto di Balašicha, Oblast' di Mosca.